# Jabuka (Prijepolje)
Jabuka (Servisch cyrillisch Јабука) is een plaats in de Servische gemeente Prijepolje. De plaats telt 502 inwoners (2002).